# Oryzopsis hilariae
Oryzopsis hilariae là một loài thực vật có hoa trong họ Hòa thảo. Loài này được (Pazij) Uniyal mô tả khoa học đầu tiên năm 1994.